# MTV’s TRL Tour
MTV’s TRL Tour – światowa trasa koncertowa tria Beyoncé Knowles, Kelly Rowland i Michelle Williams, czyli Destiny’s Child. Podczas tej trasy promowano album Survivor. Odbyła się w 2002 roku.

## Lista utworów
1. „Program Start”
2. „Independent Women Part I”
3. „No, No, No Part 2”
4. „Bug a Boo”
5. „Bills, Bills, Bills”
6. „Get on the Bus”
7. „Nasty Girl”
8. „Emotion”
9. „Ooh Child”
10. „Heard a Word”
11. „Dangerously in Love 2” (Beyoncé solo)
12. „Gospel Medley”
13. „Bootylicious”
14. „Say My Name”
15. „Work It Out” (Beyoncé solo)
16. „Proud Mary”
17. „Jumpin’, Jumpin’”
18. „Survivor”
19. „Happy Face”